# Ricardo Ffrench-Davis

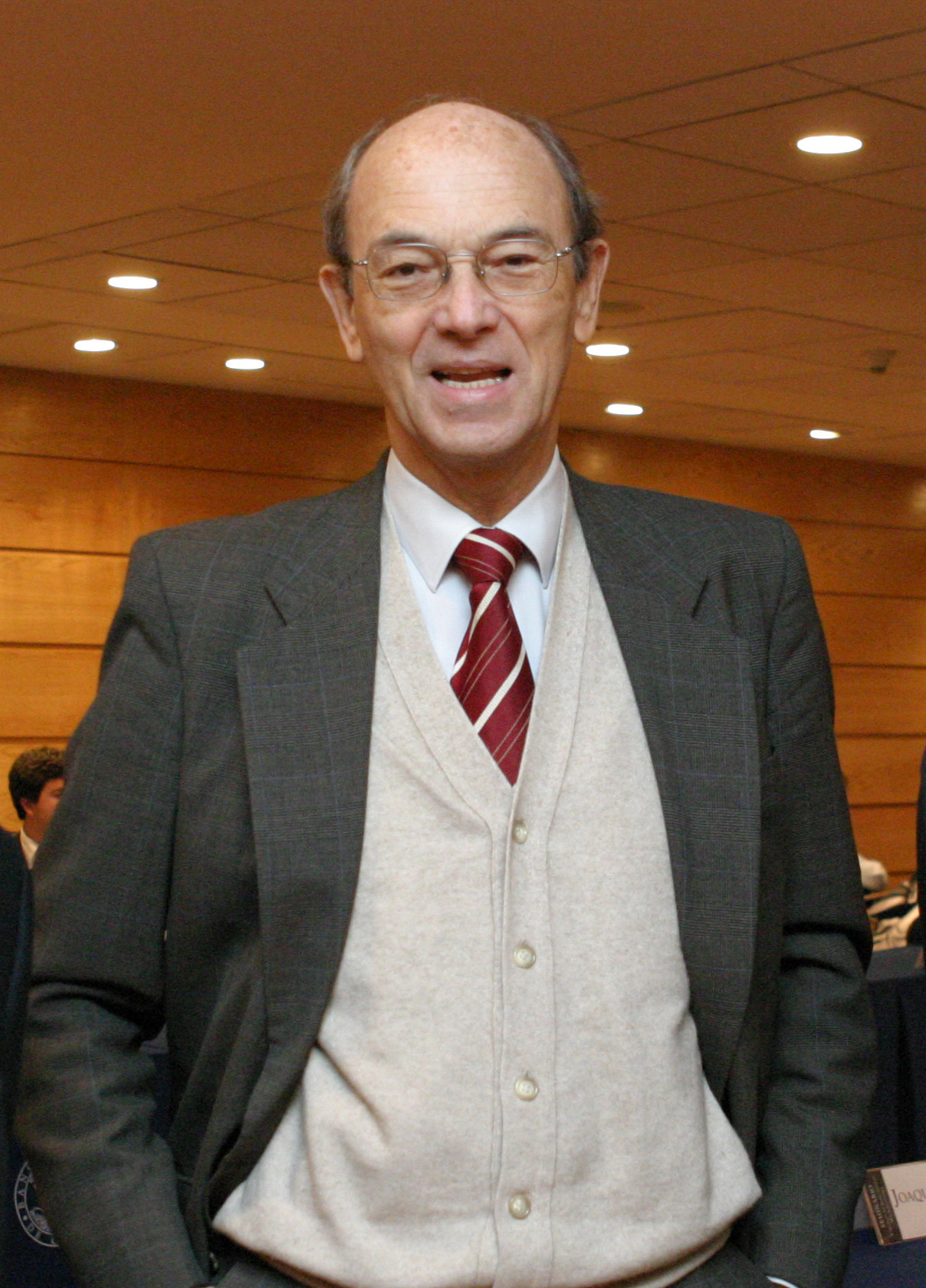
Ricardo Ffrench-Davis

Ricardo Ffrench-Davis (* 27. Juni 1936) ist ein chilenischer Wirtschaftswissenschaftler. Er ist Professor an der Universidad Católica de Chile und war u. a. von 1992 bis 2004 Principal Regional Adviser der UN-Wirtschaftskommission für Lateinamerika und die Karibik.

## Biographie
Ricardo Ffrench-Davis wurde am 27. Juni 1936 geboren. In den 1950er Jahren gehörte er zu einer Gruppe von Chilenen, die ein Stipendium der Universität Chicago erlangten, formal gehört er somit zu den Chicago Boys. In den Publikationen The monetarist experiment in Chile: a critical survey (1982) und Economic development and equity in Chile: legacies and challenges in the return to democracy (1990) kritisierte er jedoch die neo-liberale Wirtschaftspolitik, die unter Pinochet nach den Vorgaben der Chicago Boys eingeführt wurde.
Ffrench-Davis erwarb 1961 den Magister und 1971 den Ph.D. in Wirtschaftswissenschaft an der University of Chicago. Weiterhin erwarb er den Ingeniero Comercial an der Universidad Católica de Chile. Dort lehrt er bis heute als Professor Wirtschaftswissenschaft und internationale Studien. Von 1964 bis 1970 war er Deputy Manager der chilenischen Zentralbank (Banco Central de Chile). 1976–1990 leitete er als Mitbegründer den Think Tank Corporación de Estudios para Latinoamérica (CIEPLAN). 1990–1992 war er Direktor für Forschung an der Banco Central de Chile. Von 1992 bis 2004 war er Principal Regional Adviser der UN-Wirtschaftskommission für Lateinamerika und die Karibik.
Im Jahr 2005 erhielt er den chilenischen Staatspreis für Geistes- und Sozialwissenschaften (Premio Nacional de Humanidades y Ciencias Sociales de Chile).